# Musique à programme

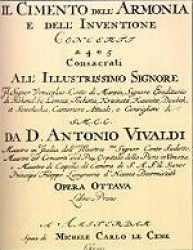
Musique à programme d'Antonio Vivaldi.

La notion de musique à programme s'applique généralement à des œuvres instrumentales (parfois avec parties chorales ou voix solistes), sur un sujet évoqué ou précisé à l'aide d'un programme plus ou moins détaillé. Celui-ci peut prendre la forme d'un titre, susceptible d'évoquer à lui seul une narration, ou celle d'un texte complémentaire. Les principaux genres de la musique à programme sont la symphonie à programme, le poème symphonique et l'ouverture à programme. Mais il convient également de définir des cas limites de la musique à programme comme le cycle de pièces de caractère ou la suite d'orchestre avec titres descriptifs.  

## Premières musiques à programme
Si l'expression apparait avec Franz Liszt au XIXe siècle, plusieurs compositeurs ont, dès le XVIIe siècle, composé de la « musique à programme » comme Johann Jakob Froberger, Alessandro Poglietti, Johann Kuhnau. Le jeune Johann Sebastian Bach compose, au tout début du XVIIIe siècle, le Capriccio sur le départ du frère bien-aimé. Puis François Couperin s'y exerce avec Les fastes de la grande et ancienne Mxnxstrxndxsx (sic) ou les Apothéoses, de même qu'Antonio Vivaldi dans, par exemple, Les Quatre Saisons, concertos pour violon basés sur des sonnets.

## Musique à programme et philosophie de l'histoire de la musique auXIXesiècle
Le concept reprend de l'importance au XIXe siècle dans l'entourage de Liszt, marqué par la philosophie de l'histoire de la musique de Franz Brendel. Cette philosophie s'articule autour de trois périodes : 
- « l'ancienne école allemande » (Altdeutsche Schule), celle de la musique d'église protestante de Jean-Sébastien Bach ou de Georg Friedrich Händel, pour qui la musique reste au service de la parole ;
- la « Classicität » ou l'ère de la musique absolue ou musique pure correspond au classicisme viennois (Wiener Klassik) et témoigne de l’émancipation de la musique (instrumentale). On continue encore aujourd'hui à employer l'expression musique absolue que l'on oppose à celle de la musique descriptive ;
- « la nouvelle école allemande » (Neudeutsche Schule) préconise, après l'émancipation de la musique instrumentale, la fusion des arts tant  dans la musique à programme de Berlioz et de Liszt que dans le drame musical wagnérien[3].

La musique à programme apparaît chez Liszt comme l'idéal d'avenir (Zukunftsideal) de la musique symphonique. Les membres de son cénacle souhaitent remplacer la symphonie et l'ouverture respectivement par les nouveaux genres de la symphonie à programme et du poème symphonique.

## Musique à programme et musique descriptive
Le concept de musique à programme recoupe partiellement celui de la musique descriptive, et les deux termes ont même été confondus en France, entre 1871 et 1914. Or le qualificatif 'descriptif' sert à désigner une musique qui imite, même de manière discontinue, divers sons de la nature — bruits, cris d'animaux, etc. Bien que la musique à programme puisse contenir un nombre plus ou moins important d'éléments descriptifs, elle ne se limite pas à ces effets pittoresques qualifiés par Berlioz de description ou de peinture sonore dans son article consacré à l'imitation musicale (1837). Pour ce dernier, la musique ne devrait imiter les bruits de la nature que lorsque les procédés descriptifs sont de bonne qualité, restent facilement reconnaissables, et qu'ils ne nuisent pas à la conduite d'ensemble de l'œuvre. Il distingue cette imitation physique de la représentation indirecte d'images ou d'expressions musicales.

## Quelques exemples d'œuvres relevant de la musique à programme

### Symphonies à programme
- Symphonie pastorale, de Ludwig van Beethoven ;
- Symphonie fantastique, d'Hector Berlioz ;
- Faust-Symphonie et Dante-Symphonie de Franz Liszt ;
- Symphonie Manfred, de Piotr Ilitch Tchaïkovski ;
- Une Symphonie alpestre, de Richard Strauss ;
- Symphonie no 7 « Léningrad » et symphonie no 11 « L'année 1905 » de Dmitri Chostakovitch.

### Poèmes symphoniques
- Les Préludes de Franz Liszt, l'un de ses treize poèmes symphoniques ;
- L'Apprenti sorcier de Paul Dukas ;
- La Danse macabre de Camille Saint-Saëns ;
- Les Djinns de César Franck ;
- Une nuit sur le mont Chauve de Modeste Moussorgski ;
- Les Poèmes symphoniques d'Antonín Dvořák ;
- Finlandia et La Fille de Pohjola de Jean Sibelius ;
- Don Juan, Ainsi parlait Zarathoustra, Une vie de héros,Till l'Espiègle et autres poèmes symphoniques de Richard Strauss ;
- Penthesilée de Hugo Wolf.